# TID Tower
TID Tower — высотное здание в Тиране. На настоящее время является самым высоким зданием Албании.

## Расположение
TID Tower располагается в центре Тираны, немного восточнее площади Скандербег (алб. Sheshi Skendërbej), между улицами Rruga Barrikadave, Rruga 28 Nëntori и Rruga Abdi Toptani.
TID Tower является частью генерального плана строительства десяти новых высотных зданий вокруг площади Скандербег.

## Гробница Каплана-паши
В одном из углов здания располагается Гробница Каплана-паши, которая таким образом предохраняется от разрушения. В начале строительства перед строителями была поставлена сложная задача — совместить сохранение гробницы со зданием TID Tower. Задача была выполнена с помощью специальных круговых 3D вырезов в основании здания.

## Предназначение
Большая часть полезной площади TID Tower предназначена для квартир и апартаментов. Офисы, магазины и рестораны располагаются на первом этаже. На крыше располагается панорамный ресторан.

## Основные сведения
TID Tower имеет высоту 85 метров, и является самым высоким зданием Албании, превысив предыдущий рекорд — 83-метровый Бизнес-центр ABA . TID Tower насчитывает 25 этажей. Особенностью здания является особый конический дизайн, расширяющийся вверх.
Строительство началось в январе 2007 года, В мае 2011 года внешняя отделка фасада была завершена.
Затраты на строительство составили около 50 млн. €.